# Проблема калибровочной иерархии
Проблема калибровочной иерархии является одной из проблем современной физики элементарных частиц, заключающейся в том, что характерные энергетические масштабы различных фундаментальных взаимодействий, а также некоторые предполагаемые масштабы явлений, выходящих за рамки Стандартной модели, различаются на много порядков. Актуальными, в частности, являются вопросы природы такой иерархии, причин её устойчивости и наличия большой «пустыни» между разными группами масштабов.

## Описание проблемы
У каждого из известных фундаментальных взаимодействий существует определённый характерный энергетический масштаб. Например, для сильного взаимодействия этот масштаб равен {\displaystyle \Lambda _{QCD}}~200 МэВ. В частности, именно этот масштаб определяет массы самых лёгких адронов. Электромагнитное и слабое взаимодействия, объединённые в единое электрослабое взаимодействие, имеют характерный энергетический масштаб, равный так называемому вакуумному среднему хиггсовского бозона {\displaystyle v}≈246 ГэВ. На фоне этих масштабов контрастирует характерный энергетический масштаб гравитационного взаимодействия, определяемый величиной планковской энергии {\displaystyle M_{Pl}}~1019 ГэВ.
В имеющихся теоретических моделях возможных расширений Стандартной модели имеются и другие взаимодействия и связанные с ними масштабы. Так, сильное и электрослабое взаимодействия должны объединяться в электросильное (так называемое Великое объединение) при энергиях порядка {\displaystyle M_{GUT}}~1016 ГэВ. Помимо этого, в некоторых теориях, объясняющих наличие конечной массы нейтрино, фигурирует масштаб {\displaystyle M_{\nu }}~1014 ГэВ. Такую же величину имеет масштаб {\displaystyle M_{PQ}}, связанный с CP-инвариантностью в сильных взаимодействиях.
Проблема калибровочной иерархии заключается в объяснении наблюдаемого сильного несоответствия между этими масштабами:
{\displaystyle \Lambda _{QCD},~v\ll M_{Pl},~M_{GUT},~M_{\nu },~M_{PQ}}
В частности, выделяют проблему происхождения иерархии, проблему её устойчивости и проблему наличия большого диапазона энергий («пустыни»), не соответствующих никаким взаимодействиям.